# Louise Henriette de Bourbon
Louise Henriette de Bourbon (20 iunie 1726 – 9 februarie 1759), Mademoiselle de Conti la naștere, a fost o prințesă franceză, care, prin căsătorie, a devenit Ducesă de Chartres (1743–1752), apoi Ducesă de Orléans (1752–1759) după decesul socrului ei. La 4 februarie 1752, soțul ei a devenit capul Casei de Orléans și primul prinț de sânge (Premier prince du sang), cel mai important personaj imediat după membrii familiei regale.
Louise Henriette de Bourbon, Ducesă de Orléans a fost bunica monarhului francez Louis-Philippe, "regele cetățean". Printre descendenții ei se includ pretendenții orleaniști de astăzi la tronul Franței și ai Italiei și regii Juan Carlos I al Spaniei și Albert al II-lea al Belgiei.

## Primii ani
Louise Henriette s-a născut la Paris și a fost singura fiică a Prințului de Conti, Louis Armand de Bourbon și Louise Élisabeth de Bourbon. Tatăl ei a fost al doilea fiu al lui François Louis de Bourbon, Prinț de Conti cunoscut drept le Grand Conti și a soția lui, Marie Thérèse de Bourbon.
Bunica paternă și bunicul matern au fost frați, părinții ei verișori primari. Mama ei a fost fiica cea mare și fiica favorită a lui Louise-Françoise de Bourbon, ea însăși fiica cea mare a regelui Ludovic al XIV-lea și a metresei sale, Madame de Montespan.
Ca membră a Casei de Bourbon, Louise Henriette a fost prințesă de sânge. În tinerețe era cinoscută la curte sub numele de  Mademoiselle de Conti.
Tatăl ei, care era cunoscut pentru abuzurile asupra soției sale, a murit în 1727 din cauza unei "umflături la piept" la vârsta de 31 de ani. Fratele ei mai mare, Louis François de Bourbon (1717–1776) a devenit Prinț de Conti.

## Căsătorie

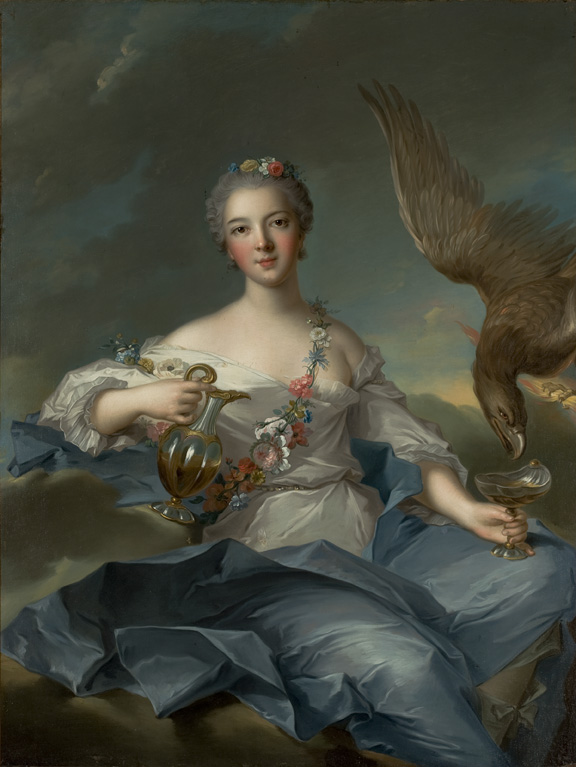

Unul dintre verii Louisei Henriette, Louis Jean Marie de Bourbon, Duce de Penthièvre, fiul Contelui de Toulouse și moștenitor al averii Penthièvre a cerut-o de soție dar alegerea mamei ei a căzut pe moștenitorul și mai prestigioasei Case de Orléans. Ca urmare, la 17 decembrie 1743, la vârsta de șaptesprezece ani, Louise Henriette s-a căsătorit cu vărul ei de-al doilea, Ducele de Chartres, Ludovic-Filip d'Orléans, în capela Palatului Versailles.
Mama Louisei Henriette, Louise Élisabeth de Bourbon, spera ca mariajul să pună capăt rivalității dintre Casa de Bourbon-Condé și Casa de Orléans. Sursa conflictului era animozitatea dintre mama Louisei Élisabeth, Louise-Françoise de Bourbon Prințesă de Condé, și mătușa ei, Françoise-Marie de Bourbon, Ducesă de Orléans, care erau surori și fiice recunoscute al lui Ludovic al XIV-lea și Doamnei de Montespan.
În 1731 mai avusese loc o căsătorie dintre cele două familii, dintre fratele mai mare al Henriettei, Louis François I de Bourbon, prinț de Conti cu Louise Diane d'Orléans.
Tatăl Ducelui de Chartres, Louis d'Orléans, Duce de Orléans, cunoscut drept cel Pios, a acceptat alegerea soției sale din cauza educației prințesei într-o mănăstire. Cu toate acestea, după un început pasionant, comportamentul scandalos al Louisei Henriette a provocat despărțirea celor doi.

### Copii
Cuplul a avut trei copii:
- O fiică (12 sau 13 iulie 1745 – 14 decembrie 1745);
- Louis Philippe Joseph d'Orléans (13 aprilie 1747 – 6 noiembrie 1793), i-a succedat tatălui său ca Duce de Orléans în 1785; a fost executat
  - Duce de Montpensier la naștere,
  - Duce de Chartres la decesul bunicului său în 1752,
  - Duce de Orléans la decesul tatălui său în 1785,
  - cunoscut drept Philippe-Égalité în timpul Revoluției franceze;
  - posibil soț pentru Prințesa Kunigunde de Saxonia (1740–1826), fiica cea mică a regelui August al III-lea al Poloniei;
  - s-a căsătorit cu Louise Marie Adélaïde de Bourbon, Mademoiselle de Penthièvre, și a fost tatăl regelui Louis-Philippe al Franței;
- Louise Marie Thérèse Bathilde d'Orléans (9 iulie 1750 – 10 ianuarie 1822), ultima princesse de Condé,
  - posibilă mireasă pentru Ferdinand, Duce de Parma,
  - s-a căsătorit cu Louis Henry al II-lea, Prinț de Condé,
  - cunoscută drept Mademoiselle la curte înainte de căsătorie,
  - cunoscută drept Citoyenne Vérité în timpul Revoluției franceze.

Louise Henriette a murit la 9 februarie 1759 la vârsta de 32 de ani la Palatul Regal, reședința familiei Orléans din Paris. Fiul ei avea 11 ani iar fiica 8 ani. 
După decesul ei, soțul ei a avut câteva amante, ultima fiind dragostea vieții lui, marchiza de Montesson, cu care s-a căsătorit după ce ea a devenit văduvă.